# Наливайко Іван Іванович
Іван Іванович Наливайко (нар. 25 травня 1943, село Колгоспівка, тепер село Іванівка Петриківського району Дніпропетровської області) — український діяч, в.о. Запорізького міського голови, секретар Запорізької міської ради, голова виконкому і голова Жовтневої райдержадміністрації міста Запоріжжя.

## Життєпис
Народився в робітничій родині. Закінчив середню школу. У липні 1959 — вересні 1961 року — колгоспник колгоспу «Заповіт Ілліча» Царичанського району Дніпропетровської області. У вересні 1961 — листопаді 1963 року — студент Дніпропетровського інженерно-будівельного інституту.
У листопаді 1963 — серпні 1966 року — служба в Радянській армії.
У вересні 1966 — червні 1970 року — студент Дніпропетровського інженерно-будівельного інституту, інженер-будівельник. Член КПРС.
У серпні 1970 — червні 1976 року — майстер, виконроб, начальник дільниці, секретар партійного комітету Запорізького домобудівного комбінату.
У червні — жовтні 1976 року — секретар, у жовтні 1976 — вересні 1979 року — 2-й секретар Орджонікідзевського районного комітету КПУ міста Запоріжжя.
У вересні 1979 — травні 1981 року — слухач Вищої партійної школи при ЦК КПУ.
14 травня 1981 — 4 травня 1990 року — голова виконавчого комітету Жовтневої районної ради народних депутатів міста Запоріжжя. 4 травня 1990 — 15 січня 1991 року — голова Жовтневої районної ради народних депутатів міста Запоріжжя. 15 січня 1991 — 18 липня 1995 року — голова ради — голова виконавчого комітету Жовтневої районної ради народних депутатів міста Запоріжжя. 18 липня 1995 — 28 серпня 1997 року — голова Жовтневої районної державної адміністрації — голова Жовтневої районної ради народних депутатів міста Запоріжжя. 28 серпня 1997 — 1 липня 1998 року — голова Жовтневої районної ради народних депутатів міста Запоріжжя. 1 липня 1998 — 12 квітня 2002 року — голова Жовтневої районної державної адміністрації міста Запоріжжя.
12 квітня 2002 — 5 липня 2006 року — секретар Запорізької міської ради. 5 березня — 8 червня 2003 року — в.о. Запорізького міського голови.
З 2006 року — помічник ректора Запорізького національного університету із зв'язків з органами державної влади і місцевого самоврядування.

## Нагороди
- орден «За заслуги» ІІ ступеня (26.05.2003)
- орден «За заслуги» III ступеня (1999)